# 八王子市立由井第二小学校
八王子市立由井第二小学校（はちおうじしりつ ゆいだいにしょうがっこう）は、東京都八王子市片倉町にある公立小学校。

## 沿革
- 1887年7月 - 由協尋常小学校として創立
- 1903年8月 - 由井村立第二尋常小学校となる
- 1929年4月 - 学校名を由井第二尋常小学校に変更
- 1941年4月 - 学校名を由井村立由井国民学校に変更
- 1947年4月 - 学校名を由井村立由井第二小学校に変更
- 1948年6月 - 現在地に移転
- 1955年4月 - 学校名を八王子市立由井第二小学校に変更
- 1966年11月 - 校歌・校旗制定

## 通学区域
通学区域一覧・通学区域図（学校別） - 八王子市教育委員会

## 小中一貫教育
八王子市の小中一貫教育の方針に則り、中学校と教員の連携・協力を深めながら、義務教育9年間を見通した小中一貫教育を推進している。

## 進学先中学校
- 八王子市立由井中学校

## 交通アクセス
- 電車
  - JR東日本横浜線 片倉駅徒歩8分
  - 京王電鉄 京王片倉駅徒歩18分
- バス
  - 八王子駅（南口）から神奈中バス「橋本駅北口」行き。「片倉」停留所下車徒歩1分